# Mohamed Ould Khalifa
Mohamed Ould Khalifa (arabisch محمد ولد خليفة, DMG Muḥammad walad Ḫalīfa; * 6. Mai 1968) ist ein ehemaliger mauretanischer Leichtathlet, der sich auf den Langstreckenlauf spezialisiert hatte.

## Biografie
Mohamed Ould Khalifa nahm bei den Olympischen Spielen 1988 in Seoul im 5000-Meter-Lauf teil, schied jedoch als Letzter seines Vorlaufs aus. Bei den Olympischen Spielen 1992 in Barcelona startete er im Marathonlauf, konnte diesen jedoch nicht beenden.